# Afskåret
Afskåret er en dansk film fra 2016, filmen er instrueret af Anders Fløe.

## Medvirkende
- Emilie Kruse som Sarah
- Morten Deurell som Carsten
- Julie Christiansen som Anita
- Thomas Magnussen som Kenneth
- Mira Brandes som Patricia

## Eksterne Henvisninger
- Afskåret på Internet Movie Database (engelsk)
- Afskåret på Filmdatabasen
- Afskåret på The Movie Database (engelsk)